# The Big Three Killed My Baby
The Big Three Killed My Baby – singel amerykańskiego zespołu The White Stripes. Pochodzi z pierwszego albumu grupy The White Stripes. Drugim utworem pochodzącym z tego singla jest „Red Bowling Ball Ruth”.
Singel został wydany w marcu 1999 roku, na czerwonym winylu w ilości około 500 sztuk. W 2011 roku Third Man Records wydało reedycję singla
Utwór nawiązuje do trzech głównych kompanii przemysłu motoryzacyjnego lat 50. i 60: Forda, Chryslera oraz General Motors. „The Big Three Killed My Baby” atakuje je, odnosząc się do upadku związków zawodowych w Ameryce w latach 60.
Jack White wspominał w wywiadach iż, nie wierzy, że muzyka jest dobrym środkiem przekazu politycznych przesłań, i do 2007 roku, w którym wydano singel „Icky Thump” (krytykujący amerykańską politykę imigracyjną), był to jedyny utwór The White Stripes o wydźwięku politycznym.
Wcześniej zespół wykonywał piosenkę ze zmienionymi słowami, nawiązującymi do wojny w Iraku „ręce Busha stają się czerwone... dowiedziałem się, że twoje dziecko nie żyje.”
Na okładce singla, zespół stoi przed dużym zdjęciem, na którym widnieje napis „Wrzuć tutaj swoje pieniądze”.

## Lista utworów
| Nr | Tytuł utworu                   | Długość |
| -- | ------------------------------ | ------- |
| 1. | „The Big Three Killed My Baby” | 2:29    |
| 2. | „Red Bowling Ball Ruth”        | 2:05    |
|    |                                | 4:34    |